# Mazon-Creek-Fossil-Lagerstätte
Die Mazon-Creek-Fossil-Lagerstätte ist ein paläontologisches Fundgebiet, das sich in der Nähe von Morris im Grundy County, Illinois, befindet. Die Fossilien sind bekannt für ihre außergewöhnliche Erhaltung in Siderit-Konkretionen und bieten wertvolle Einblicke in das Leben während der mittleren Pennsylvanischen Epoche der Karbonzeit (307 Ma).

## Geographische Lage
Die Mazon-Creek-Fossil-Lagerstätte liegt in der Nähe von Morris im Grundy County, Illinois, USA. Das Gebiet erstreckt sich entlang des Mazon River und umfasst unterschiedliche Fundorte, die viele Fossile Überreste aufweisen. Die Fossilfundstellen, welche sich über mehrere Quadratkilometer erstrecken, sind zum Teil öffentlich zugänglich als auch in privatem Besitz. Teilweise befinden sich die Fundstellen in von Peabody Energy angelegten Minen, die inzwischen stillgelegt wurden.

## Geologie

### Geologischer Rahmen
Die Mazon-Creek-Fossil-Lagerstätte liegt in der Pennsylvanischen Schicht des Karbon, welche vor etwa 309 Millionen Jahren gebildet wurde. Die 25 bis 30 Meter mächtige Schicht bestehet hauptsächlich aus Schiefer, Tonstein und Sandstein, die durch Sedimentation in einem küstennahen Flussdelta entstanden ist. Die Eisensteinkonkretionen, in denen die Fossilien eingebettet sind, entstanden durch die chemische Ausfällung von Eisen in einem sauerstoffarmen Umfeld. In dieser Region herrschte zur Zeit der Entstehung ein tropisches Klima, welches mit der Position der Region bei ca. 10 Grad nördlicher Breite zusammenhängt.

### Entstehungsgeschichte
Die Entstehung der Eisenstein-Konkretionen in der Mazon-Creek-Region begann, als organische Stoffe, wie Pflanzenreste und Tiere, in die Sedimente eingebettet wurden. Unter anaeroben Bedingungen (ohne Sauerstoff) setzten mikrobiologische Prozesse Eisen frei, das sich um die organischen Reste herum ablagerte und feste Konkretionen bildete. Diese Konkretionen schützten die Fossilien vor Verwitterung und Zersetzung, was zu ihrer außergewöhnlichen Erhaltung führte.

### Datierung
Die in Mazon Creek gefundenen Fossilien stammen aus dem mittleren Pennsylvanium vor etwa 309 Millionen Jahren zur Zeit der Karbon Epoche. Die Datierung basiert auf radiometrischen und stratigraphischen Analysen der Gesteine, welche die Fossilien umschließen.

## Taphonomie

### Wie sind die Fossilien erhalten
Die dort zu findenden Fossilien sind außergewöhnlich gut erhalten und weisen teilweise Weichteilerhaltung auf. Erklärt wird diese gute Erhaltung durch eine schnelle Einbettung und eine Bildung von Sideritkonkretionen. Die schnelle Bedeckung durch Sedimente hat für eine sauerstofffreie Umgebung gesorgt, unter dieser eine Aktivität von Zersetzern unterbunden wurde, wodurch selbst Strukturen wie Haare, Haut und andere Organe erhalten blieben, welche normalerweise nicht in Fossilien erhalten sind.

## Funde

### Flora
Die Flora von Mazon Creek umfasst über 400 Arten und mehr als 130 Gattungen. Allerdings lässt sich keine genaue Zahl der Arten bestimmen. Beispiele für den Artenreichtum in der Lagerstätte sind baumartige Pflanzen wie Sigillaria und Lepidopholois.

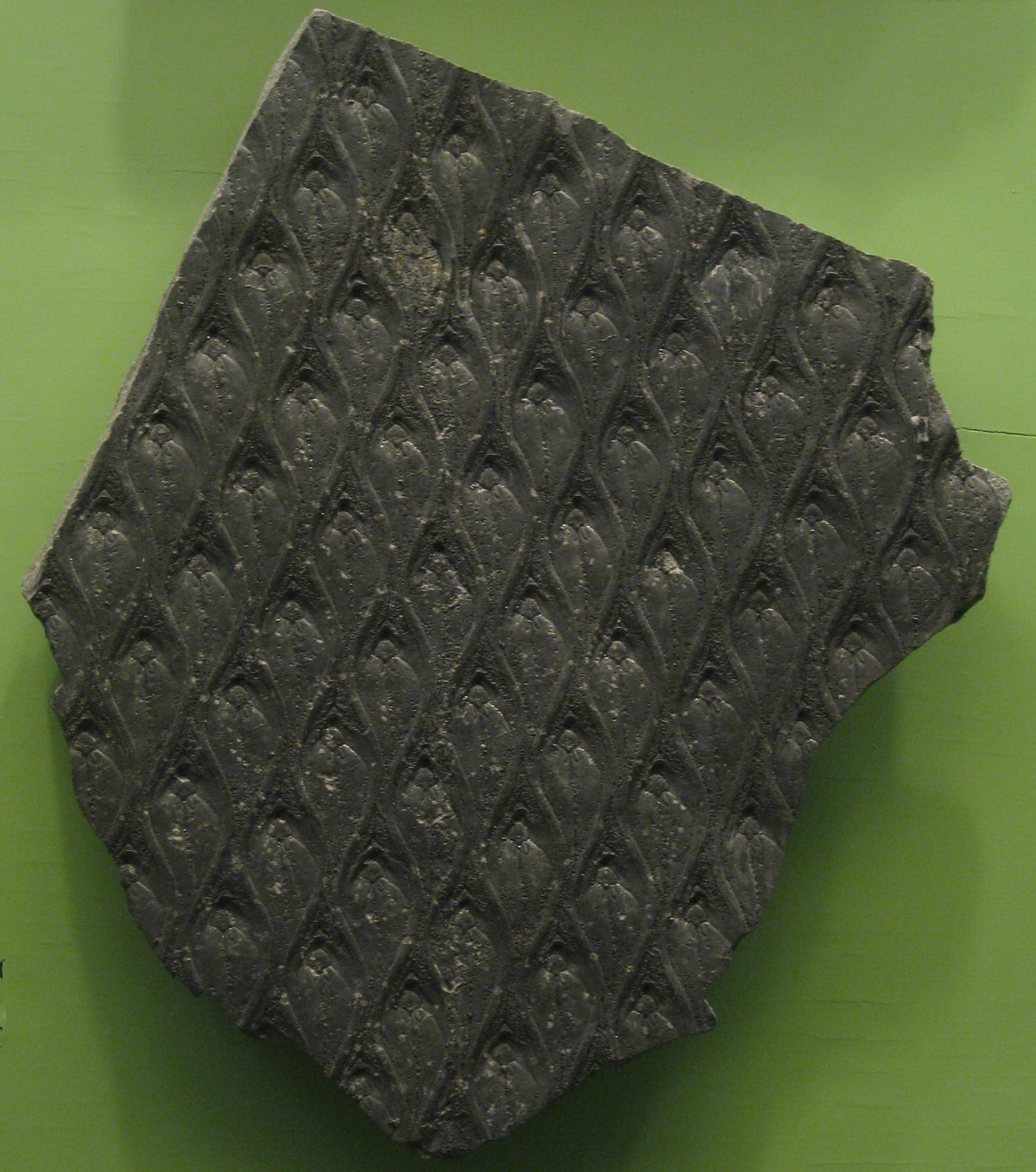
Lepidodendron

Die Pflanzen, welche in Mazon Creek gefunden werden, umfassen eine Vielzahl von Arten und erlauben so wertvolle Einblicke in das Ökosystem dieser Zeit. So gibt es dort Farne und farnähnliche Pflanzen, zu denen Neuropteris flexuosa, Pecopteris und Alethopteris zählen, sowie Überreste von Schuppenbäumen, zu denen der Lepidodendron zählt.

### Fauna

#### Wirbellose
Zu den wirbellosen Funden gehören eine Vielzahl von Insekten, Würmern, Krebse und Weichtiere. Insekten wie Libellen und Käfer sind gut erhalten und bieten wertvolle Informationen über die Artenvielfalt und Ökologie dieser Gruppe. Auch Ringelwürmer, Nesseltiere, beispielsweise Essexella asherae, sowie Arthropoden sind häufig, darunter Meeresbewohner wie Trilobiten und Seeskorpione (Eurypterida).

#### Fische und Amphibien

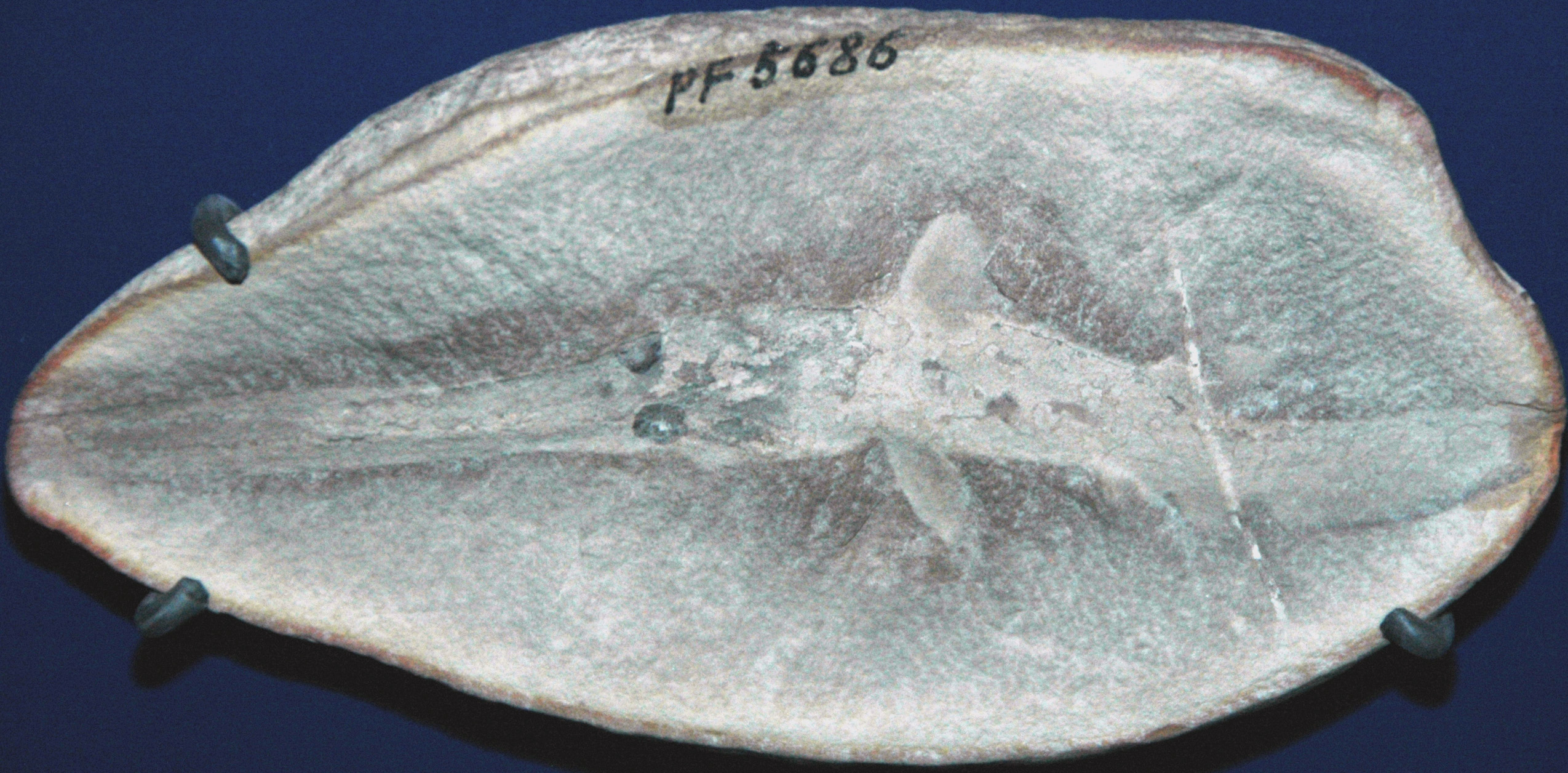
Bandringa rayi

Fischfossilien sind in Mazon Creek häufig zu finden und umfassen verschiedene Arten von Knorpel- und Knochenfischen. Beispiele sind der Hai Bandringa rayi und der gepanzerte Fisch Coccosteus sowie seltene Skorpione. Amphibienfossilien, wie Eriops und Amphibamus, bieten Einblicke in die frühe Entwicklung dieser Gruppe und ihre Anpassungen an ein Leben sowohl im Wasser als auch an Land.

#### Reptilien und Vögel
Reptilienfossilien sind in Mazon Creek seltener, aber sie bieten wichtige Informationen über die frühe Evolution dieser Gruppe. Ein bemerkenswertes Beispiel ist Mazonerpeton, ein früher Reptilienverwandter. Vögel sind in dieser Zeit noch nicht entwickelt, daher gibt es keine Vogelfossilien in Mazon Creek.

#### Säugetiere
Säugetiere waren im Karbon noch nicht vertreten und kommen daher auch nicht in Form von Fossilien in Mazon Creek vor.

## Forschungsgeschichte

### Wissenschaftliche Ausgrabungen
Die wissenschaftlichen Untersuchungen in Mazon Creek begannen im 19. Jahrhundert, als die ersten Fossilien von Kohlearbeitern und Hobby-Sammlern entdeckt wurden. Diese frühen Funde weckten das Interesse von Paläontologen, die systematische Ausgrabungen und Studien durchführten. Zu den bedeutenden Forschern gehört George Langford, der in den 1930er und 1940er Jahren umfangreiche Sammlungen anlegte und dokumentierte.